# Chlum (ort i Tjeckien, lat 50,58, long 14,56)
Chlum är en ort i Tjeckien. Den ligger i den norra delen av landet, 60 km norr om huvudstaden Prag. Chlum ligger 330 meter över havet och antalet invånare är 254.
Terrängen runt Chlum är platt.Runt Chlum är det ganska tätbefolkat, med 62 invånare per kvadratkilometer. Närmaste större samhälle är Česká Lípa, 12,0 km norr om Chlum. I omgivningarna runt Chlum växer i huvudsak blandskog.